# Nova Cantu
Nova Cantu är en kommun i Brasilien.   Den ligger i delstaten Paraná, i den södra delen av landet, 1 100 km sydväst om huvudstaden Brasília. Antalet invånare är 7 425.
I omgivningarna runt Nova Cantu växer huvudsakligen savannskog. Runt Nova Cantu är det glesbefolkat, med 14 invånare per kvadratkilometer.